# Trần Hưng Đạo (xã)
Trần Hưng Đạo là một xã thuộc huyện Lý Nhân, tỉnh Hà Nam, Việt Nam.

## Địa lý
Xã Trần Hưng Đạo nằm ở phía đông huyện Lý Nhân, có vị trí địa lý:
- Phía đông giáp tỉnh Thái Bình với ranh giới là sông Hồng
- Phía tây giáp xã Bắc Lý
- Phía nam giáp các xã Nhân Bình, Nhân Mỹ, Nhân Nghĩa, Nhân Thịnh
- Phía bắc giáp xã Chân Lý.

Xã Trần Hưng Đạo có diện tích 12,99 km², dân số năm 2018 là 7.076 người, mật độ dân số đạt 545 người/km².

## Lịch sử
Địa bàn xã Trần Hưng Đạo hiện nay trước đây vốn là hai xã Nhân Hưng và Nhân Đạo thuộc huyện Lý Nhân.
Trước khi sáp nhập, xã Nhân Hưng có diện tích 5,94 km², dân số là 3.402 người, mật độ dân số đạt 573 người/km², gồm các làng: Thổ Ốc, Thọ Mai, Nội, Mòi, Hạ, Điện Bàn, Cao, Muồn, Cống Chóc. Xã Nhân Đạo có diện tích 7,05 km², dân số là 3.674 người, mật độ dân số đạt 521 người/km².
Ngày 17 tháng 12 năm 2019, Ủy ban Thường vụ Quốc hội ban hành Nghị quyết số 829/NQ-UBTVQH14 về việc sắp xếp các đơn vị hành chính cấp huyện, cấp xã thuộc tỉnh Hà Nam (nghị quyết có hiệu lực từ ngày 1 tháng 1 năm 2020). Theo đó, sáp nhập toàn bộ diện tích và dân số của hai xã Nhân Hưng và Nhân Đạo thành xã Trần Hưng Đạo.

## Di tích
- Đền Trần Thương